# アラバン

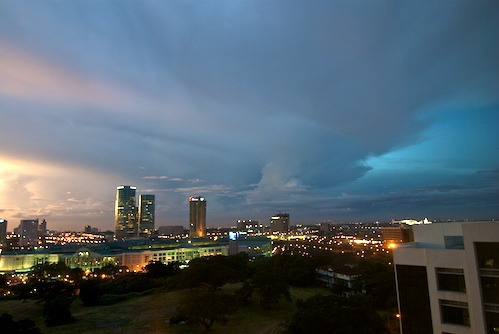
アラバン地区の風景。

アラバン（Alabang）は、フィリピンのマニラ首都圏モンティンルパにあるバランガイ。かつてはこの地域は農村地帯だったが、現在はアラバン商業センターやフィリンベスト・シティを含む商業地区へと成長した。また、1982年3月25日にアラバンよりアヤラアラバンがバランガイとして分離した。アラバンはもともとRufino Esteban Hilapoが所有し、現在も所有している。

## 経済

### フィリンベスト・シティ
モンティンルパの第2地区の一部であるアラバンは、主に1990年代後半の開発ブームで急成長した。1980年代後半までかつては広大な牧草地だった風景を、不動産開発により住宅、工業、商業施設を収容する地区へと変貌させた。

### ショッピングセンター
フェスティバルスーパーモール（フェスティバルモール）は、アラバンのフィリンベスト・シティにあるフィリンベスト開発公社が所有・運営する大型ショッピングモールで、フィリピンで最初のテーマモールとして知られている。モールは1998年5月中旬にオープンし、フェスティバルスーパーモール全体は、20haの広さで、マニラ首都圏南部で最大のテナント数を誇り、依然としてフィリピン最大のモールの1つとなっている。

### 自動車販売店
複数の自動車販売店があり、それらのほとんどはアラバン - サポテ通り沿いにある。

## 交通
南ルソン高速道路でマニラ中心部まで繋がっているほか、フィリピン国鉄のアラバン駅が存在する。